# Sân bay quốc tế Tancredo Neves
Sân bay quốc tế Tancredo Neves (IATA: CNF, ICAO: SBCF), tên thông dụng Sân bay quốc tế Confins, là một sân bay cách trung tâm thành phố Belo Horizonte 38 km. Sân bay này được đặt tên theo cựu tổng thống Tancredo Neves. Hiện đây là sân bay lớn nhất và tấp nập nhất ở bang Minas Gerais, Brasil. Sân bay này từng được sử dụng dưới mức công suất do sân bay gần thành phố hơn, Sân bay vùng Pampulha đã được sử dụng. Tuy nhiên kể từ năm 2005, tất các các chuyến bay đến và đi Pampulha đã được chuyển cho sân bay này.
Năm 2007, sân bay này phục vụ 4.340.129 lượt khách với 55.491 lượt chuyến, là sân bay tấp nập thứ 7 ở Brasil về số lượt khách.
Sân bay này được Infraero xây đầu thập niên 1980 với chi phí 1,2 tỷ tiền Brasil. Sân bay này được khánh thành năm 1984. Sân bay này được xây để giảm tải cho sân bay khu vực Pampulha đã hoạt động vượt quá công suất thiết kế (120%) với 1,3 triệu lượt khách mỗi năm.

## Các hãng hàng không và các điểm đến
- Gol Transportes Aéreos là hãng hàng không lớn nhất ở Confins với tổng số 227 chuyến đi mỗi tuần (năm 2008) với các chuyến bay thẳng nối Brasília, Campinas, Curitiba, Ilheus, Porto Seguro, Rio de Janeiro, Salvador, São Paulo-Congonhas, São Paulo-Guarulhos, Uberlandia, Vitória
- TAM Brazilian Airlines là hãng thứ hai ở Confins với tổng số 210 chuyến xuất phát mỗi tuần (năm 2008) với các chuyến bay thẳng nối Brasília, Campinas, Porto Seguro, Recife, Rio de Janeiro, Salvador, São Paulo-Congonhas, São Paulo-Guarulhos, Vitória
- Varig là hãng thứ ba ở Confins với tổng số 210 chuyến xuất phát mỗi tuần (năm 2008) với các chuyến bay thẳng nối Brasilia, Rio de Janeiro và São Paulo-Congonhas.
- Webjet Linhas Aéreas nối Salvador, Rio de Janeiro, Natal (chỉ thứ Bảy) và Ilheus (chỉ Chủ nhật).
- OceanAir (Brasília, Ipatinga, Montes Claros, Rio de Janeiro, São Paulo-Congonhas)
- TAP Portugal (Lisbon)